# ザ・スイング
ショー『ザ・スイング』は宝塚歌劇団によって制作された舞台作品。月組公演。20場。作・演出は村上信夫。併演作は『ときめきの花の伝説』。剣幸・こだま愛の宝塚大劇場トップお披露目公演であった。

## 公演期間と公演場所
- 1985年11月8日 - 12月17日　宝塚大劇場[1]
- 1986年3月4日 - 3月30日　東京宝塚劇場[2]

## 解説
※宝塚100年史・宝塚公演のもの
ハリウッドの映画スタジオ、魔女や妖精たちがいるおもちゃ箱、そして"黒いオルフェ"の世界などを舞台に明るく軽快に展開するスイング・ジャズのショー作品。

## スタッフ
※氏名の後ろに「宝塚」、「東京」の文字がなければ両劇場共通。
- 作曲[1]・編曲[1]：吉崎憲治・高橋城・西村耕次
- 作曲：上田聖子[1]
- 編曲・合唱指導：橋本和明[1]
- 音楽指揮：野村陽児（宝塚）[1]、北沢達雄（東京）[2]
- 振付[1]：羽山紀代美・中川久美・家城比呂志・謝珠栄
- タップ指導：宅原浩一[1]
- 装置[1]：石浜日出雄・関谷敏昭
- 衣装：任田幾英[1]
- 照明：勝柴次朗[1]
- 小道具：榎本満春[1]
- 効果：安井嗣宏[1]
- 音響効果：松永浩志[1]
- 演出助手[1]：小池修一郎・日比野桃子
- 舞台進行：豊田登[1]
- 制作：山田謙治[1]
- 製作担当：柏原正一（東京）[2]

## 主な配役
※下記のデータは宝塚・東京共通。
- ヒーロー、くるみ割り人形、オルフェ、紳士 - 剣幸[1]
- パイロットの女、白雪姫、ユリディス - こだま愛[1]
- マザーグース - 京三紗[1]
- ファザーグース、シンガー（男） - 汝鳥伶[1]
- シンガー（女） - 有明淳[1]
- 紳士、シンガー - 桐さと実[1]
- パイロット、紳士、兵隊人形、セザール - 郷真由加[1]
- 淑女、赤ずきん、歌手 - 仁科有理[1]
- 淑女、ミラ、歌手 - 春風ひとみ[1]
- パイロット、紳士、赤ずきん、ルネ - 涼風真世[1]
- 踊る女 - 舞希彩[1]
- パイロットの女、男の子 - 朝凪鈴[1]
- パイロットの女、女の子 - 檀ひとみ[1]